# Narita Kyosuke
Kyosuke Narita (sinh ngày 2 tháng 5 năm 1992) là một cầu thủ bóng đá người Nhật Bản.

## Sự nghiệp câu lạc bộ
Kyosuke Narita đã từng chơi cho SC Sagamihara.